# Мула (река)
Му́ла (исп. Río Mula) — река в Мурсии на юго-востоке Испании. Происходит из слияния нескольких горных ручьёв в муниципалитете Буллас. Река орошает широкую и плодородную равнину, важную для местного сельского хозяйства.
Длина реки — 57,4 км. Площадь водосбора составляет 647,2 км².
Верхняя часть реки Мула протекает по одному из районов Мурсии, где обитает выдра, согласно исследованию, проведённому в январе 2005 года в реке Сегура и некоторых её притоках.